# Comuna Hostînțeve, Mostîska
Hostînțeve (în ucraineană Гостинцеве) este o comună în raionul Mostîska, regiunea Liov, Ucraina, formată din satele Hostînțeve (reședința), Pidhat și Zavada.

## Demografie
Componența lingvistică a comunei Hostînțeve
     Ucraineană (97,99%)
     Alte limbi (0,39%)
Conform recensământului din 2001, majoritatea populației comunei Hostînțeve era vorbitoare de ucraineană (97,99%), existând în minoritate și vorbitori de polonă (1,63%).